# قناة العهد الفضائية
قناة العهد الفضائية (بالإنجليزية: Alahad TV) هي قناة فضائية العراقية تبث باللغة العربية. أُسِّست بالعراق في عام 2010. ويقع مقرها في بغداد. يملكها السياسي قيس الخزعلي.

## البرامج
- قبل الغد
- برج مراقبة
- كلام وجيه
- سياسي الابعاد
- في دائرة الخطر
- جيو سياسي
- ماذا لو.[21][22][23][24]
- شاعر الطف[25]

## وصلة خارجية
- موقع قناة العهد الفضائية
- قناة العهد الفضائية
- موقع قناة العهد الفضائية باللغة الكردية على تويتر